# (21296) 1996 VV19
(21296) 1996 VV19 est un astéroïde de la ceinture principale d'astéroïdes découvert en 1996.

## Description
(21296) 1996 VV19 a été découvert le 7 novembre 1996 à l'observatoire de Kitt Peak, situé dans l'Arizona (États-Unis), par le projet Spacewatch de l’université de l'Arizona.

### Caractéristiques orbitales
L'orbite de cet astéroïde est caractérisée par un demi-grand axe de 2,29 UA, un périhélie de 1,91 UA, une excentricité de 0,16 et une inclinaison de 4,21° par rapport à l'écliptique. Du fait de ces caractéristiques, à savoir un demi-grand axe compris entre 2 et 3,2 UA et un périhélie supérieur à 1,666 UA, il est classé, selon la JPL Small-Body Database, comme objet de la ceinture principale d'astéroïdes.

### Caractéristiques physiques
(21296) 1996 VV19 a une magnitude absolue (H) de 15,1 et un albédo estimé à 0,181.